# Castelletto d'Orba
Castelletto d'Orba (Castlèt d'Òrba in piemontese, Casteleto in ligure) è un comune italiano di 1 819 abitanti della provincia di Alessandria in Piemonte.
Posto tra Novi Ligure e Ovada, è uno dei comuni principali dell'Ovadese, area storico-culturale del Basso Piemonte e del Monferrato, che prende il nome dalla città di Ovada.
Il comune è situato su una zona collinare sul margine destro della piana alluvionale del fiume Orba.

## Geografia fisica

### Clima
| Castelletto d'Orba  | Mesi | Mesi | Mesi | Mesi | Mesi | Mesi | Mesi | Mesi | Mesi | Mesi | Mesi | Mesi | Stagioni | Stagioni | Stagioni | Stagioni | Anno |
| Castelletto d'Orba  | Gen  | Feb  | Mar  | Apr  | Mag  | Giu  | Lug  | Ago  | Set  | Ott  | Nov  | Dic  | Inv      | Pri      | Est      | Aut      | Anno |
| ------------------- | ---- | ---- | ---- | ---- | ---- | ---- | ---- | ---- | ---- | ---- | ---- | ---- | -------- | -------- | -------- | -------- | ---- |
| T. max. media (°C)  | 6,8  | 8,7  | 12,1 | 15,9 | 19,7 | 23,4 | 26,4 | 25,8 | 22,4 | 17,6 | 11,8 | 8,1  | 7,9      | 15,9     | 25,2     | 17,3     | 16,6 |
| T. min. media (°C)  | 0    | 1,4  | 4,2  | 7,5  | 11,2 | 14,6 | 16,9 | 16,6 | 13,9 | 9,8  | 5,1  | 1,5  | 1,0      | 7,6      | 16,0     | 9,6      | 8,6  |
| Precipitazioni (mm) | 74   | 78   | 89   | 89   | 86   | 55   | 39   | 69   | 85   | 136  | 122  | 77   | 229      | 264      | 163      | 343      | 999  |

## Storia
Probabile luogo di una fortificazione romana, nell'XI secolo vi fu costruito un piccolo castello nell'ambito della rete difensiva della marca obertenga. 
Furono però i marchesi del Monferrato a edificare nel 1488 l'attuale castello dotandolo anche di un ricetto.
Feudo dei Doria, dei Trotti, degli Spinola, e poi degli Adorno, fino alla soppressione del feudo da parte dei repubblicani francesi. Con il congresso di Vienna entrò nel Regno di Sardegna.

### Simboli
Lo stemma e il gonfalone di Castelletto d'Orba sono stati concessi con decreto del presidente della Repubblica del 22 luglio 1991.
La fontana zampillante simboleggia la caratteristica del territorio, ricco di fonti di acque minerali, solforose e curative. A questa si affiancano la croce rossa in campo d'argento, simbolo delle crociate a cui i Castellettesi parteciparono numerosi, e lo stemma degli Adorno, feudatari e signori di Castelletto per circa quattro secoli.
Il gonfalone è un drappo di bianco.

## Monumenti e luoghi d'interesse
L'abitato è dominato dall'imponente castello, costruzione quadrangolare quattrocentesca, con numerosi elementi gotici, tra cui le colonnine e gli archi di marmo sormontate dai caratteristici "occhi di bue" e da una coronatura di merli ghibellini.
Interessante è la chiesa di Sant'lnnocenzo nei pressi del cimitero comunale, che ancora oggi conserva la sua configurazione romanica e possiede un bell'interno decorato da affreschi (1300-1400).
La Torre Buzzi fu costruita in stile tardo gotico, agli inizi del Novecento, nel luogo dove alcuni storici ipotizzano fosse situato il primo castello di origine obertenga.

## Società

### Evoluzione demografica
Abitanti censiti

## Cultura

### Eventi
- 14-16 marzo: Rassegna dei vini e dei sapori dell'Alto Monferrato.
- 21-22 giugno: Alla riscoperta dell'Arte e del vino.
- 12-13 luglio: Festa nel parco.
- 19-20 luglio: Festa nel parco.
- 29-31 agosto: Sagra campagnola.
- 4-5 ottobre: Terra e vino.

## Media

### Televisione
È nata nel 1976 a Castelletto d'Orba in Via Lavagello l'emittente televisiva regionale Telecity Piemonte, inizialmente battezzata TeleRadioCity, che ha anche una sede ad Alessandria, nella quale è collocata la redazione giornalistica. Il centro di produzione di Castelletto, tuttora attivo, è stato anche sede amministrativa della syndication nazionale 7 Gold fino alla fine del 2023, oltre che sede delle reti Telestar Piemonte e Italia 8 Piemonte, nate nella seconda metà degli anni ottanta e chiuse nel 2022. Telecity, che ha diffuso nel corso degli anni i programmi della citata 7 Gold e prima ancora di Italia 7, è ricevibile anche in Lombardia (dove si colloca il centro di produzione e la sede legale di Assago), Liguria e Valle d'Aosta.

### Radio
È nata nel 1976 a Castelletto d'Orba in Via Lavagello l'emittente radiofonica areale Radiocity - Solo grandi successi, fondata dall'imprenditore castellettese Giorgio Tacchino, il quale andrà a creare di lì a poco Telecity e, in seguito, darà vita anche a Radiocity - Solo musica italiana nel 1990.

## Economia
Il territorio è dedicato prevalentemente all'agricoltura, e in particolar modo alla coltivazione della vite. Qui si producono vini DOC tipici dell'Alto Monferrato.
Castelletto è ricco di acque sulfuree medicamentose, scoperte e valorizzate nel '700 da un medico, Gian Battista Barberis, e da un farmacista, Giulio Bava. Tale particolarità ne fa anche una ideale meta turistica.
Tra le sorgenti di acque curative: Lavagello, Cannone, Sovrana, Molino Albedosa, Feja, nelle cui vicinanze vi era ubicata un'azienda di imbottigliamento.

## Infrastrutture e trasporti
Castelletto d'Orba è attualmente servita da corse dell'autolinea 62 - Alessandria - Predosa - Ovada esercita dalla società ARFEA.
In passato il paese ospitava una stazione dalla tranvia Novi Ligure - Ovada, le cui corse cessarono nel 1953.

## Amministrazione
Di seguito è presentata una tabella relativa alle amministrazioni che si sono succedute in questo comune.
| Periodo        | Periodo        | Primo cittadino  | Partito                                 | Carica  | Note   |
| -------------- | -------------- | ---------------- | --------------------------------------- | ------- | ------ |
| 12 giugno 1985 | 19 maggio 1990 | Giuseppe Musso   | Democrazia Cristiana                    | Sindaco | [ 10 ] |
| 19 maggio 1990 | 24 aprile 1995 | Lorenzo Repetto  | Democrazia Cristiana                    | Sindaco | [ 10 ] |
| 24 aprile 1995 | 14 giugno 1999 | Lorenzo Repetto  | Partito Popolare Italiano               | Sindaco | [ 10 ] |
| 14 giugno 1999 | 14 giugno 2004 | Lorenzo Repetto  | Partito Popolare Italiano               | Sindaco | [ 10 ] |
| 14 giugno 2004 | 8 giugno 2009  | Federico Fornaro | Democratici di Sinistra                 | Sindaco | [ 10 ] |
| 8 giugno 2009  | 26 maggio 2014 | Federico Fornaro | Partito Democratico                     | Sindaco | [ 10 ] |
| 26 maggio 2014 | 27 maggio 2019 | Mario Pesce      | lista civica Insieme per Castelletto    | Sindaco | [ 10 ] |
| 27 maggio 2019 | 9 giugno 2024  | Mario Pesce      | lista civica Insieme per Castelletto    | Sindaco | [ 10 ] |
| 9 giugno 2024  | in carica      | Mario Pesce      | lista civica Uniti X Castelletto d'Orba | Sindaco | [ 10 ] |

## Galleria d'immagini

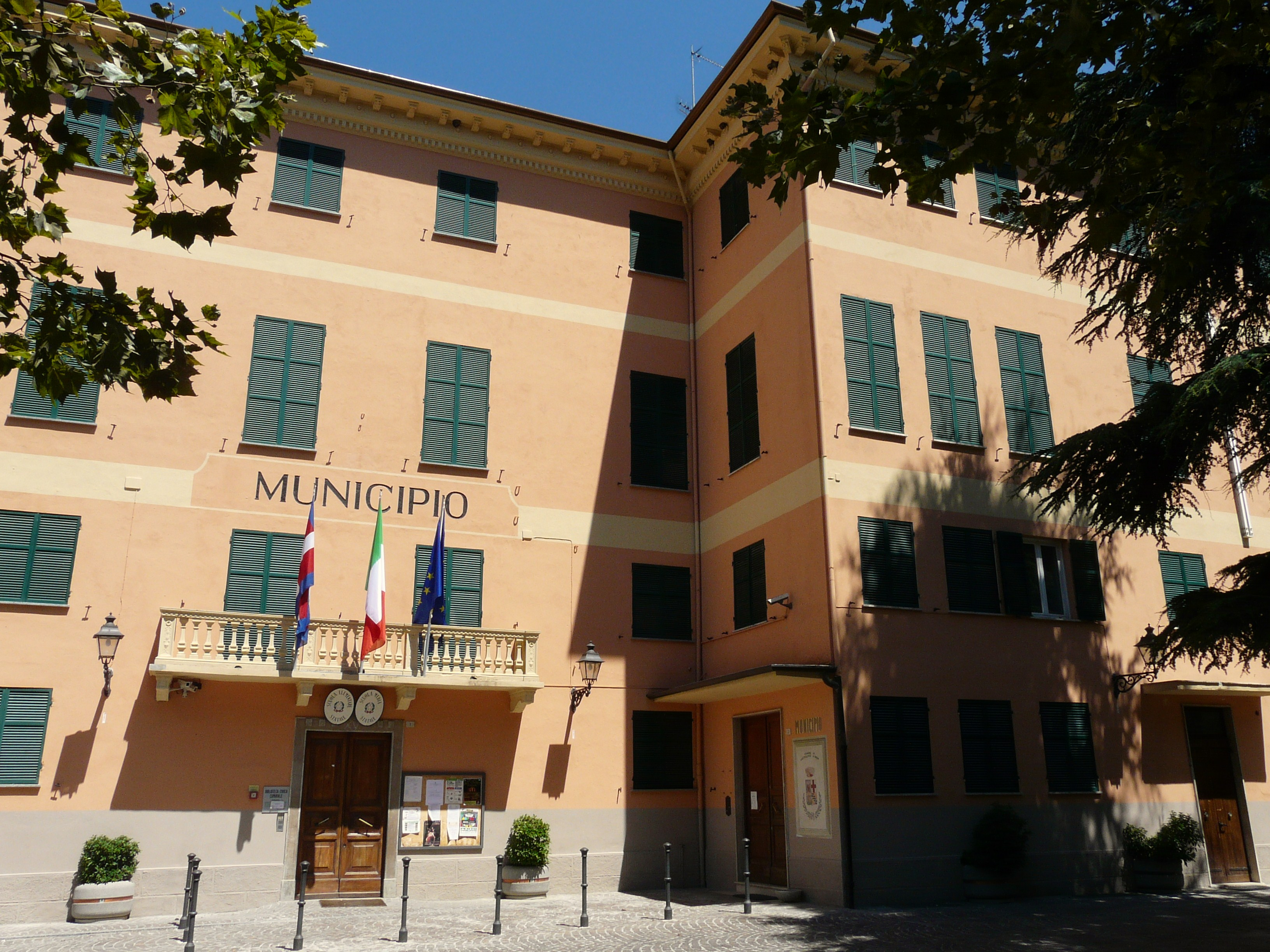
Municipio di Castelletto d'Orba
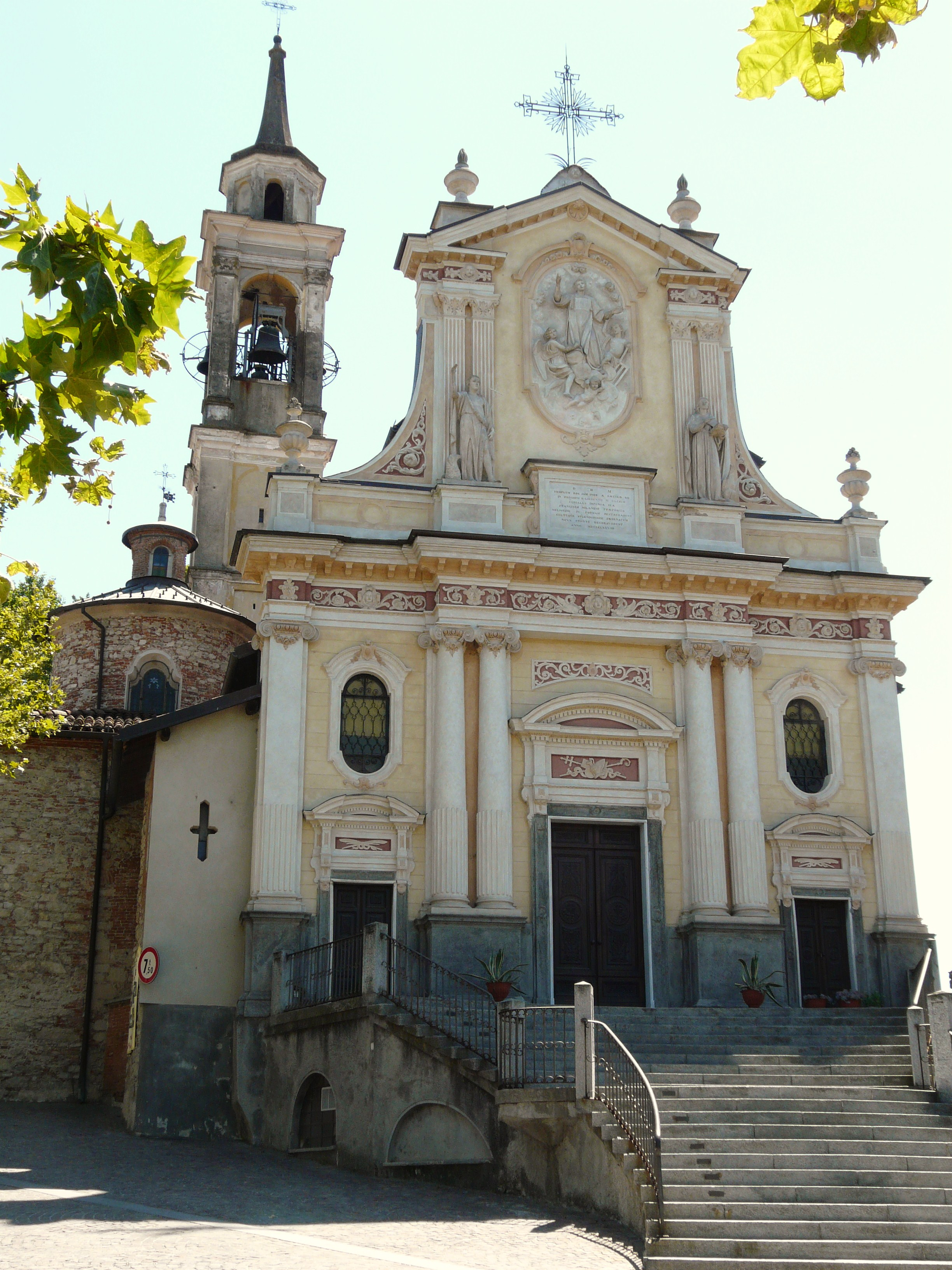
Chiesa di San Lorenzo
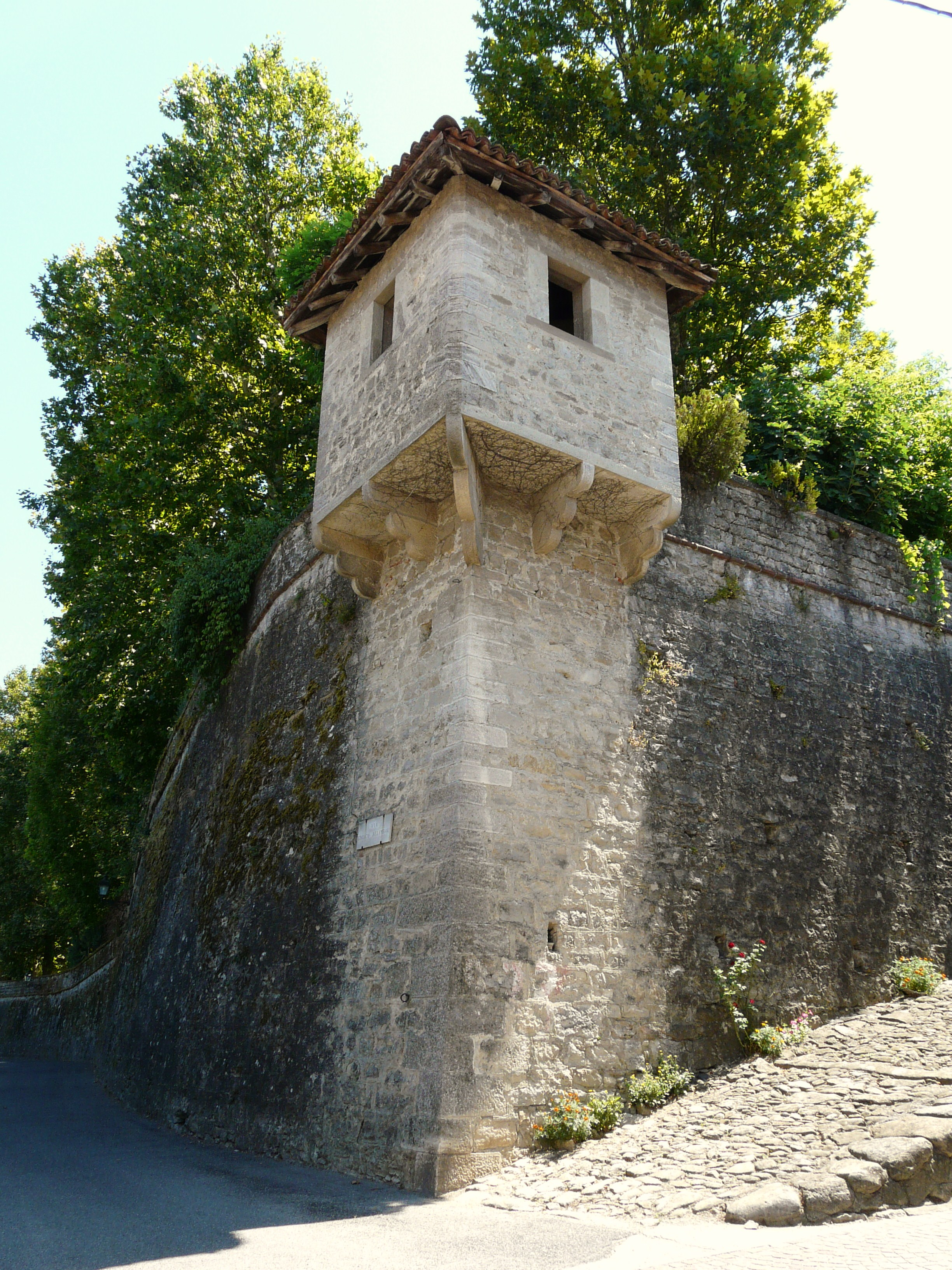
Torretta del castello di Castelletto d'Orba
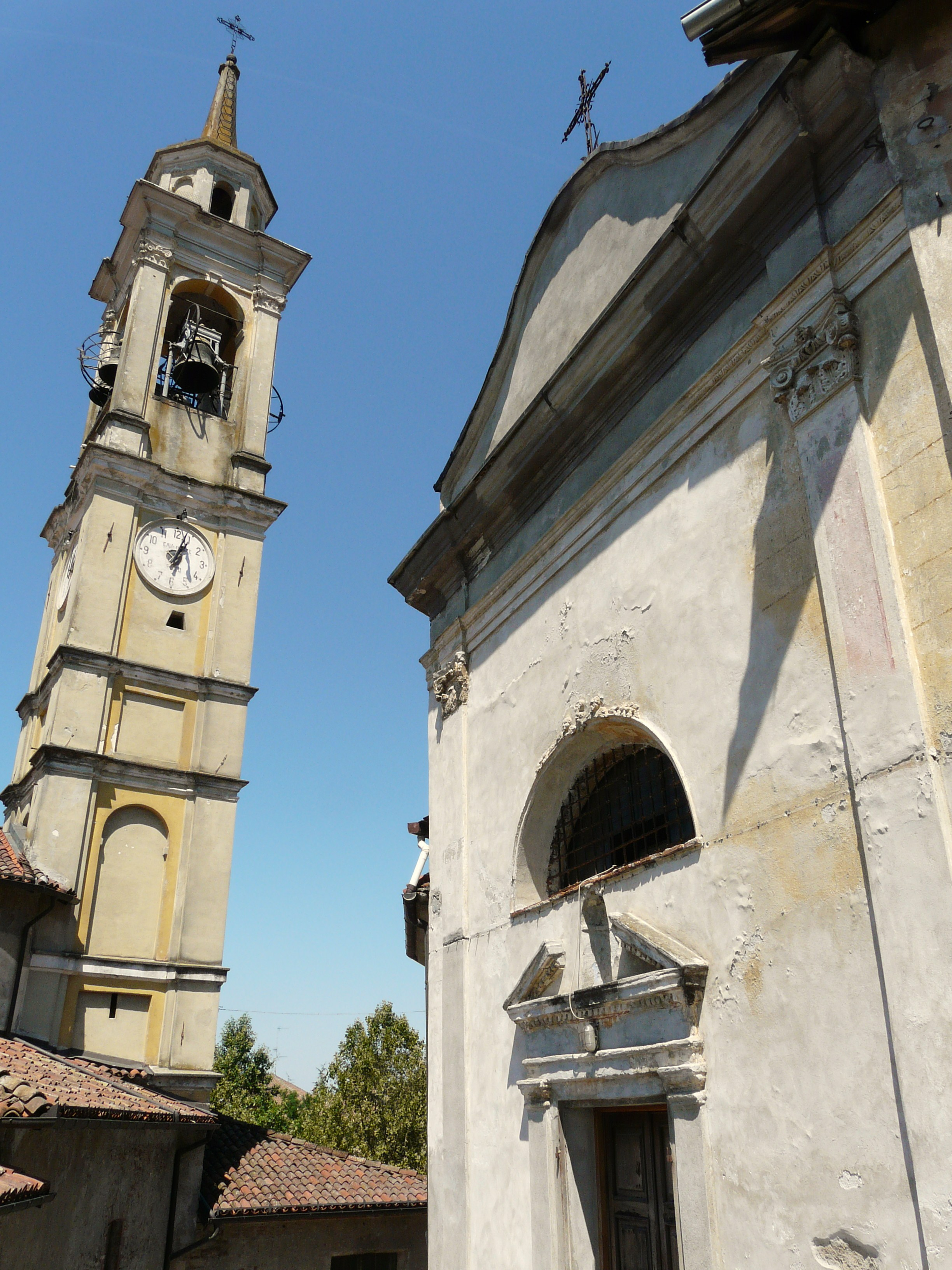
Oratorio vicino alla chiesa di San Lorenzo